# Jack Givens
Jack „Goose” Givens (ur. 21 września 1956 w Lexington) – amerykański koszykarz występujący na pozycjach rzucającego obrońcy oraz niskiego skrzydłowego, po zakończeniu kariery zawodniczej komentator i sprawozdawca sportowy (Turner Broadcasting System – TBS, Turner Network Television – TNT).
W 1974 roku został uznany najlepszym zawodnikiem szkół średnich stanu Kentucky (Kentucky Mr. Basketball – 1974).

## Osiągnięcia
Na podstawie, o ile nie zaznaczono inaczej.
NCAA
- Mistrz NCAA (1978)
- Wicemistrz NCAA (1975)
- Uczestnik rozgrywek Elite 8 turnieju NCAA (1975, 1977, 1978)
- Mistrz sezonu regularnego konferencji Southeastern (SEC – 1975, 1977, 1978)
- Koszykarz Roku:
  - NCAA według Helms Athletic Foundation (1978)[2]
  - konferencji SEC (1978)
- Most Outstanding Player (MOP=MVP) turnieju NCAA (1978)[3]
- Wybrany do:
  - I składu NCAA Final Four (1978 przez Associated Press)[4]
  - II składu All-American (1978)
  - IV składu All-American (1977 przez National Association of Basketball Coaches – NABC)
- Drużyna Kentucky Wildcats zastrzegła należący do niego numer 21